# John Attard-Montalto
John Attard-Montalto (* 7. Februar 1953 in Sliema, Malta) ist ein maltesischer Politiker (Partit Laburista) und seit 2004 Mitglied des Europäischen Parlaments. Er trägt den erblichen Adelstitel eines Barone di San Paolino.

## Leben
Attard-Montalto studierte an der Universität Malta, wo er 1974 einen Bachelor in Geschichte und 1974 ein Diplom in Rechtswissenschaft ablegte sowie 1979 in Rechtswissenschaft promovierte.
1987 bis 2004 war er für die sozialdemokratische Partit Laburista (PL) Abgeordneter im maltesischen Parlament, dem Repräsentantenhaus. Während der Regierungszeit der PL von 1996 bis 1998 war er Minister für Industrie und Wirtschaft.
1992 und 1996 sowie seit 1998 war Attard-Montalto außerdem Mitglied der Parlamentarischen Versammlung des Europarates.
Nach der Wahlniederlage der PL 2003 und dem Rücktritt des Parteivorsitzenden Alfred Sant kandidierte Attard-Montalto um dessen Posten. Allerdings kündigte auch Sant wenig später selbst seine erneute Kandidatur an und wurde auch wiedergewählt. Attard-Montalto wurde stattdessen zum Beobachter der PL beim Europäischen Parlament ernannt.
Ein Jahr später, als Malta nach der EU-Erweiterung 2004 erstmals an der Europawahl teilnahm, wurde Attard-Montalto als Spitzenkandidat für die PL als einer von fünf maltesischen Abgeordneten ins Europäische Parlament gewählt. Er verzichtete daraufhin auf seinen Sitz im maltesischen Repräsentantenhaus. Bei der Europawahl in Malta 2009 trat Attard-Montalto wiederum als Spitzenkandidat der PL an und wurde auch wiedergewählt; er erzielte dabei jedoch das schlechteste Ergebnis aller fünf gewählten Abgeordneten.
Im Europaparlament gehört er der sozialdemokratischen Fraktion S&D an und ist Mitglied im Ausschuss für konstitutionelle Fragen.